# 東京戦争
東京戦争（とうきょうせんそう）とは、1969年9月30日に東京都で発生した共産同赤軍派による騒擾事件。

## 事件の概要
1969年7月に赤軍派が発足すると、十一月武装蜂起と臨時革命政府樹立を唱え、その前段として大阪戦争、東京戦争の遂行を各大学に呼び掛けた。同年9月22日までに大阪戦争と称するゲリラ闘争、蜂起に失敗した赤軍派は、続いて「東京戦争」と称する革命計画を企てていた。その内容は、全共闘派が日大紛争の一環として神田地区で行おうとしていた大規模な街頭闘争に乗じて、都内の複数の警察署を襲撃し、後楽園競輪場の群集を巻き込んで武装蜂起をするというものであった。
1969年9月30日、全共闘派約2100人が明治大学構内に集結した。午後5時頃から学外に出撃し、火炎瓶を投げつけたり、バリケードを築いたりして、機動隊と衝突、神田・御茶ノ水周辺は混乱に陥った。
一方、赤軍派は東京大学に集結し、火炎瓶を製造していた。その後東大を出発し、午後7時頃に警視庁本富士警察署に向けて火炎瓶を投擲した。また、西五反田派出所の襲撃計画もあったが、警備が厳重だったため、襲撃を断念した。
本富士警察署では署長室にも放火されたが、のちに警察庁長官となる國松孝次署長を含めけが人はなく、火も直ぐに消し止められた。その場で1人を現行犯逮捕し、その後被疑者として38人を割り出した。その中には後によど号ハイジャック事件を起こした田中義三や小西隆裕もいた。
赤軍派独自の行動としての「東京戦争」は、同日の全共闘派による騒擾と比べかなり小規模なものであり、ほとんど注目されなかった。大阪戦争に続き、赤軍派の計画は不発に終わった。
赤軍派は、更なる東京戦争として佐藤首相の訪米阻止のため首相官邸を襲撃する闘争を構想、メンバーらが軍事訓練を重ねていたが、1969年11月6日に拠点化していた山小屋が摘発（大菩薩峠事件）され組織は大きなダメージを負った。